# Großheirath
Großheirath è un comune tedesco di 2 579 abitanti, situato nel land della Baviera.